# Хуан Луис Вивес
Хуан Луис Вивес (на испански: Juan Luis Vives) е испански философ.

## Биография
Роден е на 6 март 1493 година във Валенсия, владение на Арагонската корона, в семейство на покръстени евреи. Много негови близки роднини са убити по обвинения в криптоюдаизъм.
През 1509 – 1512 година учи в Парижкия университет, а от 1519 преподава в Льовенския университет, където се сближава с Еразъм Ротердамски. През 1522 година заминава за Англия, където е учител на принцеса Мери Тюдор и преподава в Оксфордския университет. Малко по-късно изпада в немилост, тъй като се противопоставя на анулирането на брака на крал Хенри VIII и Катерина Арагонска. Поради това се премества в Брюге, където остава до края на живота си.
Умира на 6 май 1540 година в Брюге на 48-годишна възраст.